# 10173 Hanzelkazikmund
10173 Hanzelkazikmund eller 1995 HA är en asteroid i huvudbältet som upptäcktes den 21 april 1995 av de båda tjeckiska astronomerna Petr Pravec och Lenka Kotková vid Ondřejov-observatoriet. Den är uppkallad efter de båda tjeckiska äventyrarna Miroslav Zikmund och Jiří Hanzelka.
Asteroiden har en diameter på ungefär 6 kilometer och den tillhör asteroidgruppen Eos.